# Међународни дан приповедања
Међународни дан приповедања (енгл. World Storytelling Day) је глобална прослава уметности усменог приповедања, започета у Шведској 2003. године. Празнује се сваке године 20. марта, на северној Земљиној хемисфери током пролећне равнодневице, док се на јужној хемисфери одржава током јесење равнодневице. На Светски дан приповедања, циљ је да се што више људи укључи у причање и слушање прича, на што више језика и на што више места, током истог дана и ноћи. Учесници причају једни другима о својим догађајима како би поделили приче и инспирацију, учили једни од других и створили међународне контакте.
Значај овог догађаја лежи у чињеници да је то прва глобална прослава приповедања те врсте и да је била важна у стварању веза између приповедача који често раде далеко један од другог. Такође је био значајан у привлачењу пажње јавности и медија на приповедање као уметничку форму.

## Историја догађаја
Светски дан приповедања има своје корене у националном дану приповедања у Шведској, који је почео да се одржава 1991. године. Тада је за 20. март у Шведској организован догађај под називом „Alla berättares dag“ (Дан свих приповедача). Шведска национална мрежа приповедања нестала је недуго након тога, али је дан остао жив, слављен широм земље од стране различитих ентузијаста. 1997. године, приповедачи у Перту, Западна Аустралија, координирали су петонедељну прославу приче, обележавајући 20. март као Међународни дан усмених приповедача. Истовремено, у Мексику и другим земљама Латинске Америке 20. март се већ обележавао као Национални дан приповедача.
Када је око 2001. почела скандинавска мрежа за приповедање прича, Ratatosk, скандинавски приповедачи су почели да причају, а 2002. догађај се проширио из Шведске у Норвешку, Данску, Финску и Естонију. Године 2003. идеја се проширила на Канаду и друге земље, а догађај је постао међународно познат као Светски дан приповедања. Почевши од 2004. године, Француска је учествовала на догађају Jour Mondial du Conte. Светски дан приповедања 2005. имао је велико финале у недељу 20. марта. Догађаји су били из 25 земаља на 5 континената, а 2006. године програм је додатно напредовао. 2007. је први пут одржан концерт приповедања у Њуфаундленду у Канади. Године 2008. Холандија је учествовала на Светском дану приповедања са великим догађајем под називом 'Vertellers in de Aanval' 20. марта; три хиљаде малишана изненадило се изненадном појавом приповедача у њиховим учионицама.
Године 2009. одржано је обележавање Светског дана приповедања први пут на свих шест континената (сем Анартика), у Европи, Азији, Африци, Северној Америци, Јужној Америци и Аустралији.

## Теме
Сваке године, многи појединачни догађаји приповедања који се одвијају широм света повезани су заједничком темом. Сваке године, тему идентификују и договоре приповедачи из целог света користећи ВСД мејлин листу и Фејсбук групу.
Почевши од 2004. године Међународни дан приповедања се одржава под заједничком темом широм света:
- 2004 - Птице
- 2005 - Мостови
- 2006 - Месец
- 2007 - Скитница
- 2008 - Снови
- 2009 - Комшије
- 2010 - Светлост и сенка
- 2011 - Вода
- 2012 - Дрвеће
- 2013 - Фортуна и судбина
- 2014 - Чудовишта и змајеви
- 2015 - Жеље
- 2016 - Јаке жене
- 2017 - Трансформација
- 2018 - Мудре будале
- 2019 - Митови, легенде и епови
- 2020 - Путовања
- 2021 - Нови почеци
- 2022 - Изгубљено и пронађено
- 2023 - Заједно можемо
- 2024 - Изградња мостова